# Championnats du monde de natation 2017
Navigation
Édition précédente Édition suivante
Les championnats du monde de natation 2017, 17e édition des championnats du monde de natation, ont lieu du 14 au 30 juillet 2017 à Budapest, en Hongrie. À l'origine, la compétition devait se tenir à Guadalajara, au Mexique. Mais le 18 février 2015, les autorités mexicaines ont indiqué renoncer à l'organisation de l'événement. C'est ainsi que le 11 mars 2015, la Fédération internationale de natation (FINA) a officiellement attribué l’organisation de cette édition à Budapest.

## Calendrier
| Juillet               | 14 | 15 | 16 | 17 | 18 | 19 | 20 | 21 | 22 | 23 | 24 | 25 | 26 | 27 | 28 | 29 | 30 | Total |
| --------------------- | -- | -- | -- | -- | -- | -- | -- | -- | -- | -- | -- | -- | -- | -- | -- | -- | -- | ----- |
| Cérémonies            | O  |    |    |    |    |    |    |    |    |    |    |    |    |    |    |    | C  | 75    |
| Natation sportive     |    |    |    |    |    |    |    |    |    | 4  | 4  | 5  | 5  | 5  | 5  | 6  | 8  | 42    |
| Nage en eau libre     |    | 1  | 1  |    | 1  | 1  | 1  | 2  |    |    |    |    |    |    |    |    |    | 7     |
| Natation synchronisée |    | 1  | 1  | 1  | 1  | 1  | 1  | 1  | 2  |    |    |    |    |    |    |    |    | 9     |
| Plongeon              |    | 3  | 2  | 2  | 1  | 1  | 1  | 1  | 2  |    |    |    |    |    |    |    |    | 13    |
| Plongeon de haut vol  |    |    |    |    |    |    |    |    |    |    |    |    |    |    |    | 1  | 1  | 2     |
| Water polo            |    |    | F  | H  | F  | H  | F  | H  | F  | H  | F  | H  | F  | H  | F  | H  |    | 2     |

| Légende |                       |
|         | Cérémonie d'ouverture |
|         | Cérémonie de clôture  |
|         | Jour de compétition   |
|         | Jour de finale        |

## Podiums

### Natation sportive

#### Hommes
| Épreuves               | Or | Argent | Bronze |
| Nage libre             | Nage libre | Nage libre | Nage libre |
| ---------------------- | --- | --- | --- |
| 50 m                   | Caeleb Dressel 21 s 15 (RN) | Bruno Fratus 21 s 27 | Benjamin Proud 21 s 43 |
| 100 m                  | Caeleb Dressel 47 s 17 (RN) | Nathan Adrian 47 s 87 | Mehdy Metella 47 s 89 |
| 200 m                  | Sun Yang 1 min 44 s 39 (RAs) | Townley Haas 1 min 45 s 04 | Aleksandr Krasnykh 1 min 45 s 23 |
| 400 m                  | Sun Yang 3 min 41 s 38 | Mack Horton 3 min 43 s 85 | Gabriele Detti 3 min 43 s 93 |
| 800 m                  | Gabriele Detti 7 min 40 s 77 (RE) | Wojciech Wojdak 7 min 41 s 73 | Gregorio Paltrinieri 7 min 42 s 44 |
| 1 500 m                | Gregorio Paltrinieri 14 min 35 s 85 | Mykhailo Romanchuk 14 min 37 s 14 | Mack Horton 14 min 47 s 70 |
| Dos                    | | | |
| 50 m                   | Camille Lacourt 24 s 35 | Junya Koga 24 s 51 | Matt Grevers 24 s 56 |
| 100 m                  | Xu Jiayu 52 s 44 | Matt Grevers 52 s 48 | Ryan Murphy 52 s 59 |
| 200 m                  | Evgeny Rylov 1 min 53 s 61 (RE) | Ryan Murphy 1 min 54 s 21 | Jacob Pebley 1 min 55 s 06 |
| Brasse                 | | | |
| 50 m                   | Adam Peaty 25 s 99 | João Gomes Júnior 26 s 52 (RAm) | Cameron van der Burgh 26 s 60 |
| 100 m                  | Adam Peaty 57 s 47 (RC) | Kevin Cordes 58 s 79 | Kirill Prigoda 59 s 05 |
| 200 m                  | Anton Chupkov 2 min 6 s 96 (RC, RE) | Yasuhiro Koseki 2 min 7 s 29 | Ippei Watanabe 2 min 7 s 47 |
| Papillon               | | | |
| 50 m                   | Benjamin Proud 22 s 75 (RN) | Nicholas Santos 22 s 79 | Andriy Hovorov 22 s 84 |
| 100 m                  | Caeleb Dressel 49 s 86 | Kristóf Milák 50 s 62 (RMj) | James Guy Joseph Schooling 50 s 83 |
| 200 m                  | Chad le Clos 1 min 53 s 33 | László Cseh 1 min 53 s 72 | Daiya Seto 1 min 54 s 21 |
| Quatre nages           | | | |
| 200 m                  | Chase Kalisz 1 min 55 s 56 | Kōsuke Hagino 1 min 56 s 01 | Wang Shun 1 min 56 s 28 |
| 400 m                  | Chase Kalisz 4 min 5 s 90 (RC) | Dávid Verrasztó 4 min 8 s 38 | Daiya Seto 4 min 9 s 14 |
| Relais                 | | | |
| 4 × 100 m nage libre   | États-Unis Caeleb Dressel (47 s 26) Townley Haas (47 s 46) Blake Pieroni (48 s 09) Nathan Adrian (47 s 25) 3 min 10 s 06 Zach Apple Michael Chadwick                      | Brésil Gabriel Santos (48 s 30) Marcelo Chierighini (46 s 85) César Cielo Filho (48 s 01) Bruno Fratus (47 s 18) 3 min 10 s 34                                               | Hongrie Dominik Kozma (48 s 26) Nándor Németh (48 s 04) Péter Holoda (48 s 48) Richárd Bohus (47 s 21) 3 min 11 s 99                                                                       |
| 4 × 200 m nage libre   | Royaume-Uni Stephen Milne (1 min 47 s 25) Nicholas Grainger (1 min 46 s 05) Duncan Scott (1 min 44 s 60) James Guy (1 min 43 s 80) 7 min 1 s 70 Calum Jarvis              | Russie Mikhail Dovgalyuk (1 min 46 s 00) Mikhail Vekovishchev (1 min 45 s 91) Danila Izotov (1 min 45 s 97) Aleksandr Krasnykh (1 min 44 s 80) 7 min 2 s 68 Nikita Lobintsev | États-Unis Blake Pieroni (1 min 46 s 33) Townley Haas (1 min 44 s 58) Jack Conger (1 min 45 s 37) Zane Grothe (1 min 46 s 90) 7 min 3 s 18 Conor Dwyer Clark Smith Jay Litherland          |
| 4 × 100 m quatre nages | États-Unis Matt Grevers (52 s 26) Kevin Cordes (58 s 89) Caeleb Dressel (49 s 76) Nathan Adrian (47 s 00) 3 min 27 s 91 Ryan Murphy Cody Miller Tim Phillips Townley Haas | Royaume-Uni Chris Walker (54 s 20) Adam Peaty (56 s 91) James Guy (50 s 80) Duncan Scott (47 s 04) 3 min 28 s 95 Ross Murdoch                                                | Russie Evgeny Rylov (52 s 89) Kirill Prigoda (59 s 02) Aleksandr Popkov (51 s 16) Vladimir Morozov (46 s 69) 3 min 29 s 76 Grigoriy Tarasevich Anton Chupkov Daniil Pakhomov Danila Izotov |

#### Femmes
| Épreuves               | Or | Argent | Bronze |
| Nage libre             | Nage libre | Nage libre | Nage libre |
| ---------------------- | --- | --- | --- |
| 50 m                   | Sarah Sjöström 23 s 69 | Ranomi Kromowidjojo 23 s 85 (RN) | Simone Manuel 23 s 97 (RAm) |
| 100 m                  | Simone Manuel 52 s 27 (RAm) | Sarah Sjöström 52 s 31 | Pernille Blume 52 s 69 |
| 200 m                  | Federica Pellegrini 1 min 54 s 73 | Emma McKeon Katie Ledecky 1 min 55 s 18 | non attribué |
| 400 m                  | Katie Ledecky 3 min 58 s 34 (RC) | Leah Smith 4 min 1 s 54 | Li Bingjie 4 min 3 s 25 |
| 800 m                  | Katie Ledecky 8 min 12 s 68 | Li Bingjie 8 min 15 s 46 (RAs) | Leah Smith 8 min 17 s 22 |
| 1 500 m                | Katie Ledecky 15 min 31 s 82 | Mireia Belmonte 15 min 50 s 89 | Simona Quadarella 15 min 53 s 86 |
| Dos                    | | | |
| 50 m                   | Etiene Medeiros 27 s 14 (RAm) | Fu Yuanhui 27 s 15 | Aliaksandra Herasimenia 27 s 23 (RE) |
| 100 m                  | Kylie Masse 58 s 10 (RM) | Kathleen Baker 58 s 58 | Emily Seebohm 58 s 59 |
| 200 m                  | Emily Seebohm 2 min 5 s 68 (ROc) | Katinka Hosszú 2 min 5 s 85 (RN) | Kathleen Baker 2 min 6 s 48 |
| Brasse                 | | | |
| 50 m                   | Lilly King 29 s 40 (RM) | Yuliya Efimova 29 s 57 | Katie Meili 29 s 99 |
| 100 m                  | Lilly King 1 min 4 s 13 (RM) | Katie Meili 1 min 5 s 13 | Yuliya Efimova 1 min 5 s 05 |
| 200 m                  | Yuliya Efimova 2 min 19 s 64 | Bethany Galat 2 min 21 s 77 | Shi Jinglin 2 min 21 s 93 |
| Papillon               | | | |
| 50 m                   | Sarah Sjöström 24 s 62 (RC) | Ranomi Kromowidjojo 25 s 38 | Farida Osman 25 s 39 (RAf) |
| 100 m                  | Sarah Sjöström 55 s 53 (RC) | Emma McKeon 56 s 18 (ROc) | Kelsi Worrell 56 s 37 |
| 200 m                  | Mireia Belmonte 2 min 5 s 26 | Franziska Hentke 2 min 5 s 39 | Katinka Hosszú 2 min 6 s 02 |
| Quatre nages           | | | |
| 200 m                  | Katinka Hosszú 2 min 7 s 00 | Yui Ōhashi 2 min 7 s 91 | Madisyn Cox 2 min 9 s 71 |
| 400 m                  | Katinka Hosszú 4 min 29 s 33 (RC) | Mireia Belmonte 4 min 32 s 17 | Sydney Pickrem 4 min 32 s 88 |
| Relais                 | | | |
| 4 × 100 m nage libre   | États-Unis Mallory Comerford (52 s 59) Kelsi Worrell (53 s 16) Katie Ledecky (53 s 83) Simone Manuel (52 s 14) 3 min 31 s 72 (RAm) Lia Neal Olivia Smoliga                                    | Australie Shayna Jack (53 s 75) Bronte Campbell (52 s 14) Brittany Elmslie (53 s 83) Emma McKeon (52 s 29) 3 min 32 s 01 Emily Seebohm Madison Wilson       | Pays-Bas Kim Busch (54 s 05) Femke Heemskerk (52 s 84) Maud van der Meer (53 s 77) Ranomi Kromowidjojo (51 s 98) 3 min 32 s 64                                                           |
| 4 × 200 m nage libre   | États-Unis Leah Smith (1 min 55 s 97) Mallory Comerford (1 min 56 s 92) Melanie Margalis (1 min 56 s 48) Katie Ledecky (1 min 54 s 02) 7 min 43 s 39 Cierra Runge Hali Flickinger Madisyn Cox | Chine Ai Yanhan (1 min 56 s 62) Liu Zixuan (1 min 56 s 34) Zhang Yuhan (1 min 56 s 54) Li Bingjie (1 min 55 s 46) 7 min 44 s 96 Wang Jingzhuo Shen Duo      | Australie Madison Wilson (1 min 57 s 33) Emma McKeon (1 min 56 s 26) Kotuku Ngawati (1 min 58 s 31) Ariarne Titmus (1 min 56 s 61) 7 min 48 s 51 Shayna Jack Leah Neale                  |
| 4 × 100 m quatre nages | États-Unis Kathleen Baker (58 s 54) Lilly King (1 min 4 s 48) Kelsi Worrell (56 s 30) Simone Manuel (52 s 23) 3 min 51 s 55 (RM) Olivia Smoliga Katie Meili Sarah Gibson Mallory Comerford    | Russie Anastasia Fesikova (58 s 96) Yuliya Efimova (1 min 4 s 03) Svetlana Chimrova (56 s 99) Veronika Popova (56 s 99) 3 min 53 s 38 (RE) Natalia Ivaneeva | Australie Emily Seebohm (58 s 53) Taylor McKeown (1 min 6 s 29) Emma McKeon (56 s 78) Bronte Campbell (52 s 69) 3 min 54 s 29 Holly Barratt Jessica Hansen Brianna Throssell Shayna Jack |

#### Mixte
| Épreuves               | Or | Argent | Bronze |
| Relais                 | Relais | Relais | Relais |
| ---------------------- | --- | --- | --- |
| 4 × 100 m nage libre   | États-Unis Caeleb Dressel (47 s 22) Nathan Adrian (47 s 49) Mallory Comerford (52 s 71) Simone Manuel (52 s 18) 3 min 19 s 60 (RM) Blake Pieroni Townley Haas Lia Neal Kelsi Worrell     | Pays-Bas Ben Schwietert (49 s 12) Kyle Stolk (47 s 80) Femke Heemskerk (52 s 33) Ranomi Kromowidjojo (52 s 56) 3 min 21 s 81 (RE) Maud van der Meer                                  | Canada Yuri Kisil (48 s 51) Javier Acevedo (48 s 68) Chantal van Landeghem (53 s 25) Penny Oleksiak (53 s 11) 3 min 23 s 55 Markus Thormeyer Sandrine Mainville |
| 4 × 100 m quatre nages | États-Unis Matt Grevers (52 s 32) Lilly King (1 min 4 s 15) Caeleb Dressel (49 s 92) Simone Manuel (52 s 17) 3 min 38 s 56 (RM) Ryan Murphy Kevin Cordes Kelsi Worrell Mallory Comerford | Australie Mitchell Larkin (53 s 11) Daniel Cave (59 s 29) Emma McKeon (56 s 51) Bronte Campbell (52 s 30) 3 min 41 s 21 (ROc) Kaylee McKeown Matthew Wilson Grant Irvine Shayna Jack | Canada Kylie Masse (58 s 22) Richard Funk (59 s 14) Penny Oleksiak (56 s 18) Yuri Kisil (47 s 71) 3 min 41 s 25 Javier Acevedo Rebecca Smith Chantal van Landeghem Chine Xu Jiayu (52 s 37) Yan Zibei (58 s 98) Zhang Yufei (56 s 98) Zhu Menghui (52 s 92) 3 min 41 s 25 (RAs) Li Guangyuan Shi Jinglin Li Zhuhao |

#### Légende
RM Record du monde | RMj Record du monde junior | RAf Record d'Afrique | RAm Record d'Amérique | RAs Record d'Asie | RE Record d'Europe | 
ROc Record d'Océanie | RC Record des championnats | RN Record national

### Nage en eau libre
Les épreuves de nage en eau libre ont toutes lieues au lac Balaton.
| Épreuves | Or                                                                                       | Argent                                                                                   | Bronze                                                                                    |        |        |        |
| Hommes   | Hommes                                                                                   | Hommes                                                                                   | Hommes                                                                                    | Hommes | Hommes | Hommes |
| -------- | ---------------------------------------------------------------------------------------- | ---------------------------------------------------------------------------------------- | ----------------------------------------------------------------------------------------- | ------ | ------ | ------ |
| 5 km     | Marc-Antoine Olivier 54 min 31 s 4                                                       | Mario Sanzullo 54 min 32 s 1                                                             | Timothy Shuttleworth 54 min 42 s 1                                                        |        |        |        |
| 10 km    | Ferry Weertman 1 h 51 min 58 s 5                                                         | Jordan Wilimovsky 1 h 51 min 58 s 6                                                      | Marc-Antoine Olivier 1 h 51 min 59 s 2                                                    |        |        |        |
| 25 km    | Axel Reymond 5 h 2 min 46 s 40                                                           | Matteo Furlan 5 h 2 min 47 s 00                                                          | Evgeny Drattsev 5h 2 min 49 s 80                                                          |        |        |        |
| Femmes   |                                                                                          |                                                                                          |                                                                                           |        |        |        |
| 5 km     | Ashley Twichell 59 min 7 s 00                                                            | Aurélie Muller 59 min 10 s 50                                                            | Ana Marcela Cunha 59 min 11 s 40                                                          |        |        |        |
| 10 km    | Aurélie Muller 2 h 0 min 13 s 70                                                         | Samantha Arévalo 2 h 0 min 17 s 00                                                       | Arianna Bridi Ana Marcela Cunha 2 h 0 min 17 s 20                                         |        |        |        |
| 25 km    | Ana Marcela Cunha 5 h 21 min 58 s 40                                                     | Sharon van Rouwendaal 5 h 22 min 0 s 80                                                  | Arianna Bridi 5 h 22 min 8 s 20                                                           |        |        |        |
| Équipes  |                                                                                          |                                                                                          |                                                                                           |        |        |        |
| Équipes  | France Océane Cassignol Logan Fontaine Aurélie Muller Marc-Antoine Olivier 54 min 5 s 90 | États-Unis Brendan Casey Ashley Twichell Haley Anderson Jordan Wilimovsky 54 min 18 s 10 | Italie Rachele Bruni Giulia Gabbrielleschi Federico Vanelli Mario Sanzullo 54 min 31 s 00 |        |        |        |

#### Légende
RM Record du monde | RAf Record d'Afrique | RAm Record d'Amérique | RAs Record d'Asie | RE Record d'Europe | ROc Record d'Océanie | RC Record des championnats | RN Record national | disq. Disqualification

### Natation synchronisée
| Épreuves  | Or | Argent | Bronze |       |       |       |
| Libre     | Libre | Libre | Libre | Libre | Libre | Libre |
| --------- | --- | --- | --- | ----- | ----- | ----- |
| Solo      | Russie Svetlana Kolesnichenko 96,133 pts | Espagne Ona Carbonell 95,033 pts | Ukraine Anna Voloshyna 93,3 pts |       |       |       |
| Duo       | Russie Svetlana Kolesnichenko Aleksandra Patskevich 97 pts                                                                                               | Chine Jiang Tingting Jiang Wenwen 95,3 pts | Ukraine Anna Voloshyna Yelyzaveta Yakhno 93,267 pts |       |       |       |
| Équipe    | Russie Anastasia Bayandina Daria Bayandina Vlada Chigireva Maryna Goliadkina Veronika Kalinina Polina Komar Maria Shurochkina Darina Valitova 97,3 pts   | Chine Feng Yu Guo Li Liang Xinping Tang Mengni Chang Hao Yu Lele Xiao Yanning Yin Chengxin 95,233 pts                                                                                                   | Ukraine Vladyslava Aleksiiva Valeriia Aprielieva Anna Voloshyna Oleksandra Kashuba Yelyzaveta Yakhno Anastasiya Savchuk Kseniya Sydorenko Maryna Aleksiiva 93,933 pts |       |       |       |
| Duo mixte | Russie Michaela Kalancia Aleksandr Maltsev 92,6000 pts                                                                                                   | Italie Giorgio Minisini Mariangela Perrupato 91,1000 pts | États-Unis Bill May Kanoko Kitao 88,7667 pts |       |       |       |
| Combiné   | Chine Chang Hao Feng Yu Guo Li Liang Xinping Tang Mengni Wang Liuyi Wang Qianyi Xiao Yanning Yin Chengxin Yu Lele 96,1000 pts                            | Ukraine Maryna Aleksiiva Vladyslava Aleksiiva Valeriia Aprielieva Oleksandra Kashuba Yana Nariezhna Anastasiya Savchuk Alina Shynkarenko Kseniya Sydorenko Anna Voloshyna Yelyzaveta Yakhno 94,0000 pts | Japon Sakiko Akutsu Juka Fukumura Yukiko Inui Minami Kono Kei Marumo Kanami Nakamaki Mai Nakamura Kano Omata Yuriko Osawa Asuka Tasaki 93,2000 pts                    |       |       |       |
| Technique | | | |       |       |       |
| Solo      | Svetlana Kolesnichenko 95,2036 pts | Ona Carbonell 93,6534 pts | Anna Voloshyna 91,9992 pts |       |       |       |
| Duo       | Russie Svetlana Kolesnichenko Aleksandra Patskevich 95,0515 pts                                                                                          | Chine Jiang Tingting Jiang Wenwen 94,0775 pts | Ukraine Anna Voloshyna Yelyzaveta Yakhno 92,6482 pts |       |       |       |
| Équipe    | Russie Anastasia Bayandina Daria Bayandina Vlada Chigireva Maryna Goliadkina Veronika Kalinina Polina Komar Maria Shurochkina Darina Valitova 96,011 pts | Chine Feng Yu Guo Li Liang Xinping Tang Mengni Wang Liuyi Wang Qianyi Xiao Yanning Yin Chengxin 94,216 pts                                                                                              | Japon Sakiko Akutsu Juka Fukumura Yukiko Inui Minami Kono Kei Marumo Kanami Nakamaki Mai Nakamura Kano Omata 93,159 pts                                               |       |       |       |
| Duo mixte | Italie Giorgio Minisini Manila Flamini 90,29 pts | Russie Michaela Kalancia Aleksandr Maltsev 90,26 pts | États-Unis Bill May Kanoko Kitao 87,66 pts |       |       |       |

### Plongeon

#### Épreuves individuelles
| Épreuves | Or                          | Argent                      | Bronze                     |        |        |
| Hommes   | Hommes                      | Hommes                      | Hommes                     | Hommes | Hommes |
| -------- | --------------------------- | --------------------------- | -------------------------- | ------ | ------ |
| 1 m      | Peng Jianfeng 448,40 pts    | He Chao 447,20 pts          | Giovanni Tocci 444,25 pts  |        |        |
| 3 m      | Xie Siyi 547,10 pts         | Patrick Hausding 526,15 pts | Ilia Zakharov 505,90 pts   |        |        |
| 10 m     | Thomas Daley 590,95 pts     | Chen Aisen 585,25 pts       | Yang Jian 565,15 pts       |        |        |
| Femmes   |                             |                             |                            |        |        |
| 1 m      | Maddison Keeney 314,95 pts  | Nadezhda Bazhina 304,70 pts | Elena Bertocchi 296,40 pts |        |        |
| 3 m      | Shi Tingmao                 | Wang Han                    | Jennifer Abel              |        |        |
| 10 m     | Cheong Jun Hoong 397,50 pts | Si Yajie 396,00 pts         | Ren Qian 391,95 pts        |        |        |

#### Épreuves synchronisées
| Épreuves | Or                                                  | Argent                                                   | Bronze                                                |        |        |        |
| Hommes   | Hommes                                              | Hommes                                                   | Hommes                                                | Hommes | Hommes | Hommes |
| -------- | --------------------------------------------------- | -------------------------------------------------------- | ----------------------------------------------------- | ------ | ------ | ------ |
| 3 m      | Russie Ilia Zakharov Ievgueni Kouznetsov 450,30 pts | Chine Cao Yuan Xie Siyi 443,40 pts                       | Ukraine Illya Kvasha Oleh Kolodiy 429,99 pts          |        |        |        |
| 10 m     | Chine Chen Aisen Yang Hao 498,48 pts                | Russie Aleksandr Bondar Viktor Minibaev 458,85 pts       | Allemagne Patrick Hausding Sascha Klein 440,82 pts    |        |        |        |
| Femmes   |                                                     |                                                          |                                                       |        |        |        |
| 3 m      | Chine Chang Yani Shi Tingmao 333,30 pts             | Canada Jennifer Abel Mélissa Citrini-Beaulieu 323,43 pts | Russie Nadezhda Bazhina Kristina Ilinykh 312,60 pts   |        |        |        |
| 10 m     | Chine Ren Qian Si Yajie 352,56 pts                  | Corée du Nord Kim Mi-rae Kim Kuk-hyang 336,48 pts        | Malaisie Pandelela Pamg Cheong Jun Hoong 328,74 pts   |        |        |        |
| Mixtes   |                                                     |                                                          |                                                       |        |        |        |
| 3 m      | Chine Wang Han Li Zheng 323,70 pts                  | Royaume-Uni Grace Reid Thomas Daley 308,04 pts           | Canada Jennifer Abel François Imbeau-Dulac 297,72 pts |        |        |        |
| 10 m     | Chine Ren Qian Lian Junjie 352,98 pts               | Royaume-Uni Lois Toulson Matty Lee 323,28 pts            | Corée du Nord Kim Mi-rae Hyon Il-myong 318,12 pts     |        |        |        |
| Équipes  | France Matthieu Rosset Laura Marino 406,40 pts      | Mexique Rommel Pacheco Viviana del Ángel 402,35 pts      | États-Unis Krysta Palmer David Dinsmore 395,90 pts    |        |        |        |

### Plongeon de haut vol
| Épreuves      | Or                          | Argent                     | Bronze                        |
| ------------- | --------------------------- | -------------------------- | ----------------------------- |
| Hommes (27 m) | Steven LoBue 397.15 pts     | Michal Navrátil 390.90 pts | Alessandro De Rose 379.65 pts |
| Femmes (20 m) | Rhiannan Iffland 320.70 pts | Adriana Jiménez 308.90 pts | Yana Nestsiarava 303.95 pts   |

### Water-polo
| Épreuves | Or | Argent | Bronze |
| -------- | --- | --- | --- |
| Hommes   | Croatie (Marko Bijač, Ivan Buljubašić, Andro Bušlje, Loren Fatović, Xavier García, Maro Joković, Ivan Krapić, Luka Lončar, Marko Macan, Ivan Marcelić, Anđelo Šetka, Sandro Sukno (C), Ante Vukičević)                             | Hongrie (Ádám Decker, Attila Decker, Balázs Erdélyi, Miklós Gór-Nagy, Balázs Hárai, Norbert Hosnyánszky, Krisztián Manhercz, Tamás Mezei, Viktor Nagy, Béla Török, Márton Vámos, Dénes Varga (C), Gergő Zalánki) | Serbie (Gojko Pijetlović, Dušan Mandić, Viktor Rašović, Sava Ranđelović, Miloš Ćuk, Duško Pijetlović, Nemanja Ubović, Milan Aleksić, Nikola Jakšić, Filip Filipović (C), Andrija Prlainović, Stefan Mitrović, Branislav Mitrović)                                |
| Femmes   | États-Unis (Gabrielle Stone, Madeline Musselman, Melissa Seidemann, Rachel Fattal, Paige Hauschild, Maggie Steffens (C), Jordan Raney, Kiley Neushul, Aria Fischer, Jamie Neushul, Makenzie Fischer, Alys Williams, Amanda Longan) | Espagne (Laura Ester, Marta Bach, Anni Espar, Beatriz Ortiz, Matilde Ortiz, Helena Lloret, Clara Espar, María Peña (C), Judith Forca, Paula Crespí, Anna Gual, Paula Leitón, Sandra Domene)                      | Russie (Anna Usztyuhina, Veronika Vahitova, Iekaterina Prokofieva (C), Elvina Karimova, Marija Boriszova, Olga Gorbunova, Alena Szerzsantova, Anasztaszija Simanovics, Anna Tyimofejeva, Tatiana Tolkunova, Jevgenyija Ivanova, Darja Rizskova et Anna Karnaukh) |

## Tableau des médailles
- Pays organisateur

| Rang  | Nation         | Or | Argent | Bronze | Total |
| ----- | -------------- | -- | ------ | ------ | ----- |
| 1     | États-Unis     | 21 | 12     | 13     | 46    |
| 2     | Chine          | 12 | 12     | 6      | 30    |
| 3     | Russie         | 11 | 6      | 8      | 25    |
| 4     | France         | 6  | 1      | 2      | 9     |
| 5     | Royaume-Uni    | 5  | 3      | 3      | 11    |
| 6     | Italie         | 4  | 3      | 9      | 16    |
| 7     | Australie      | 3  | 5      | 4      | 12    |
| 8     | Suède          | 3  | 1      | 0      | 4     |
| 9     | Hongrie        | 2  | 5      | 2      | 9     |
| 10    | Brésil         | 2  | 4      | 2      | 8     |
| 11    | Espagne        | 1  | 5      | 0      | 6     |
| 12    | Pays-Bas       | 1  | 4      | 1      | 6     |
| 13    | Canada         | 1  | 1      | 5      | 7     |
| 14    | Afrique du Sud | 1  | 0      | 1      | 2     |
| 14    | Malaisie       | 1  | 0      | 1      | 2     |
| 16    | Croatie        | 1  | 0      | 0      | 1     |
| 17    | Japon          | 0  | 4      | 5      | 9     |
| 18    | Ukraine        | 0  | 2      | 7      | 9     |
| 19    | Allemagne      | 0  | 2      | 1      | 3     |
| 20    | Mexique        | 0  | 2      | 0      | 2     |
| 21    | Corée du Nord  | 0  | 1      | 1      | 2     |
| 22    | Pologne        | 0  | 1      | 0      | 1     |
| 22    | Équateur       | 0  | 1      | 0      | 1     |
| 22    | Tchéquie       | 0  | 1      | 0      | 1     |
| 25    | Biélorussie    | 0  | 0      | 2      | 2     |
| 26    | Danemark       | 0  | 0      | 1      | 1     |
| 26    | Serbie         | 0  | 0      | 1      | 1     |
| 26    | Égypte         | 0  | 0      | 1      | 1     |
| 26    | Singapour      | 0  | 0      | 1      | 1     |
| Total | Total          | 75 | 76     | 77     | 228   |